# 세키 겐타로
세키 겐타로(일본어: 関 憲太郎, 1986년 3월 9일 ~ )는 일본의 축구 선수이다.

## 구단 경력
그는 2008년부터 2024년까지 J리그의 베갈타 센다이, 요코하마 FC, 레노파 야마구치 FC에서 활동하였다.